# Vuze
Vuze（舊名Azureus）是一個用Java編寫的BitTorrent用戶端，且支援I2P和Tor匿名网络协议。它現在支援的作業系統有Windows，Mac OS X，Linux，Unix。這個程式的徽標是藍色的藍箭毒蛙（Azureus）。

## 功能
Vuze容許用戶在單一畫面下下載多個檔案，並且有詳細選項，資訊及設定。用戶下載檔案時可看到：
- 正在下載的檔案；
- 已完成下載的百分比，及分割數和完成性；
- 檔案的位置、其他用戶的下載及上傳速度、IP、連接埠和用戶端軟體。超級種子會有更多的選項；
- 下載及上傳速度，剩餘時間，檔案及Tracker資訊。

Vuze容許用戶自行設定最高上傳及下載速度，而且其自行設定性極高。Vuze並容許用戶開啟由其他BT下載完成的檔案，以繼續下載。還有的是，Vuze能夠自行當tracker，容許用戶自行分享檔案而不需要上傳至任何網站。而用戶亦能透過加入不同的插件以加強其功能，其中最著名的要算是Country Locator。
Vuze在版本2.3.0.0中引入了分散式資料庫功能（DHT的一個模式），分散資料庫功能是一個使得BT下載檔案不再依賴於trackers新功能。這容許種子能夠在trackers速度極慢或關閉時自行與其他連接點連接，只要其他連接點亦是使用Vuze，而且是版本2.3.0.0或以上的。這使得私人trackers（private trackers）可以出現，即是要加入為會員才可經由BT下載檔案。批評者認為這是大倒退，這使BT變成和早期的P2P軟體一樣封閉。但亦有人視其為BT革命。Azureus使用自己的DHT模式，因而不兼容布莱姆·科亨的BitTorrent或BitComet。因此要支援的話要到他們的網頁下載plugin: Mainline DHT（mlDHT）。
Vuze已經被修改成能夠創造本地端程式，這是使用分散式資料庫來維護虛擬檔案系統。

## 网站
Vuze（代號Zudeo）是一個基於BitTorrent技術的視頻分享網站。該網站容許用户利用BitTorrent技術上載和下載高質量視頻。